# Szociálliberális Párt (Brazília)
A Szociálliberális Párt (portugálul: Partido Social Liberal, rövidítése: PSL) egy brazíliai szélsőjobboldali párt.  1994-ben alapították a pártot, akkoriban még szociálliberális nézetű volt, a Brazil Legfelsőbb Választási Bíróság 1998-ban jegyezte be pártként.

## Története
1994-ben alapította a pártot Luciano Bivar üzletember.
A párt a 2002-es választáson egy képviselői mandátumot szerzett, viszont a Szenátusba nem jutott be. A 2006-os választáson nem sikerült egyik házba sem bejutnia és a 2010 és 2014-es választásokon is csak egy képviselői helyet tudott a párt szerezni.
2015-ben a párt belső szociálliberális szárnya a Livres (Szabadok) mozgalom reformot hajtott végre, hogy a párt megerősítse elköteleződését a szociálliberalizmus irányába. Fábio Ostermann politológus és Leandro Narloch újságíró vezette a folyamatot. A párt támogatta a Dilma Rousseff elnök ellen indított impeachment-eljárást.
A párt tagja lett 2018. január 5.-én az egykori keresztényszociális politikus, Jair Bolsonaro. A Livres pedig tiltakozásul Bolsonaro szociálkonzervatív nézetei miatt kilépett a pártból. A Livres távozása után a párt határozottan jobbra tolódott el, nemzeti konzervatív fordulat következett be. Az addigi lila hivatalos színt, lecserélték nemzeti színekre: kék, zöld és sárga lett a hivatalos párt logó.  2018. március 5-én Luciano Bivar visszalépett a pártelnöki tisztségből és Gustavo Bebbianót nezték ki ügyvivő pártelnöknek.
A 2018-as brazil elnökválasztásra Jair Bolsonaro lett a párt elnök-jelöltje, közvéleménykutatások 46%-os eredményt jósoltak Bolsonarónak az első fordulóra.

## Ideológia
Bolsonaro óta a párt ideológiája nagyot változott: az addigi szociálliberális eszmének hátat fordítottak és előtérbe került a gazdasági liberalzimus, privatizáció és decentralizáció. Ezzel egyidőben szociálkonzervatív állásfoglalásuk lett az abortusz és a kannabisz legalizálása, illetve a genderidentitás iskolai oktatásának tekintetében.